# Liste der Kulturdenkmäler in Bubenheim (Rheinhessen)
In der Liste der Kulturdenkmäler in Bubenheim sind alle Kulturdenkmäler der rheinland-pfälzischen Ortsgemeinde Bubenheim aufgeführt. Grundlage ist die Denkmalliste des Landes Rheinland-Pfalz (Stand: 3. April 2024).

## Denkmalzonen
| Bezeichnung          | Lage                | Baujahr | Beschreibung | Bild                           |
| -------------------- | ------------------- | ------- | --- | ------------------------------ |
| Denkmalzone Friedhof | Friedhofstraße Lage | 1832    | 1832 eröffnet, 1880 und 1898 nach Norden erweitert, alter Baumbestand, Einfriedungsmauer mit zwei Eingängen; - Kriegerdenkmal 1914/18, übergiebelter Baldachin über dorischen Säulen, Stahlhelm im Lorbeer- bzw. Eichenlaubkranz mit Schwertern, 1920 von Bildhauer Lipp, Mainz - Grabmal Johann Porth († 1846): gedrungene, wuchtige Säule mit Relief - Grabmal Maria Schmitt († 1866): Säulenstumpf mit Draperie - ähnlich Grabmal Margaretha Schmitt († 1868) und Grabmal Maria Margaretha von Gemünden († 1873); - Grabmal Margaretha Porth († 1873): gründerzeitlicher Typ - Grabmal Eheleute Adam Porth († 1877): gotisierende Stele mit Zinnenbekrönung; - weitere Grabmäler in Ädikulaform - Grabmal Philipp Porth († 1898): Obelisk aus schwarzem poliertem Granit | weitere Bilder Fotos hochladen |

## Einzeldenkmäler
| Bezeichnung                     | Lage                                          | Baujahr                         | Beschreibung | Bild                           |
| ------------------------------- | --------------------------------------------- | ------------------------------- | --- | ------------------------------ |
| Wohnhaus                        | Hauptstraße 30 Lage                           | 18. Jahrhundert                 | großvolumiges Bauernhaus, im Kern aus dem 18. Jahrhundert, Umbau in der zweiten Hälfte des 19. Jahrhunderts                                                                                   | Fotos hochladen                |
| Hofanlage                       | Hauptstraße 43 Lage                           | 18. oder frühes 19. Jahrhundert | Hofanlage; spätbarockes Fachwerkhaus, teilweise massiv, verputzt, 18. oder frühes 19. Jahrhundert                                                                                             | Fotos hochladen                |
| Katholische Kirche St. Remigius | Hauptstraße 44 Lage                           | 1856/66                         | neuromanischer Bruchsteinsaal, 1856/66, Architekt Eduard Köhler, Bingen; straßenbildprägend                                                                                                   | Fotos hochladen                |
| Hofanlage                       | Hauptstraße 49 Lage                           | 18. Jahrhundert                 | Hofanlage; barockes Fachwerkhaus, teilweise massiv, verputzt, wohl aus dem 18. Jahrhundert; straßenbildprägend                                                                                | Fotos hochladen                |
| Evangelische Kirche             | Hauptstraße 52 Lage                           | 1740–48                         | spätbarocker Saalbau, 1740–48, Architekt Kaspar Valerius | Fotos hochladen                |
| Wohnhaus                        | Käferstraße 2 Lage                            | 1705                            | barockes Fachwerkhaus, teilweise massiv, verputzt, bezeichnet 1705 | Fotos hochladen                |
| Hofanlage                       | Schulstraße 6 Lage                            | 18. und 19. Jahrhundert         | Hofanlage, 18. und 19. Jahrhundert; barockes Fachwerkhaus, teilweise massiv, verputzt, bezeichnet 1768, Keller der niedergelegten Scheune bezeichnet 1766, Wirtschaftsgebäude bezeichnet 1898 | weitere Bilder Fotos hochladen |
| Wasserbehälter                  | westlich des Ortes; Flur Hinterm Adelhof Lage |                                 | Bossenquadertypenbau im „Burgenstil“, Sandstein, bezeichnet 1905 | weitere Bilder Fotos hochladen |